# Universitatea din Caen
Universitatea din Caen (UNICAEN; în franceză: Université de Caen Normandie) este o universitate din Caen, Normandia, Franța.

## Istorie

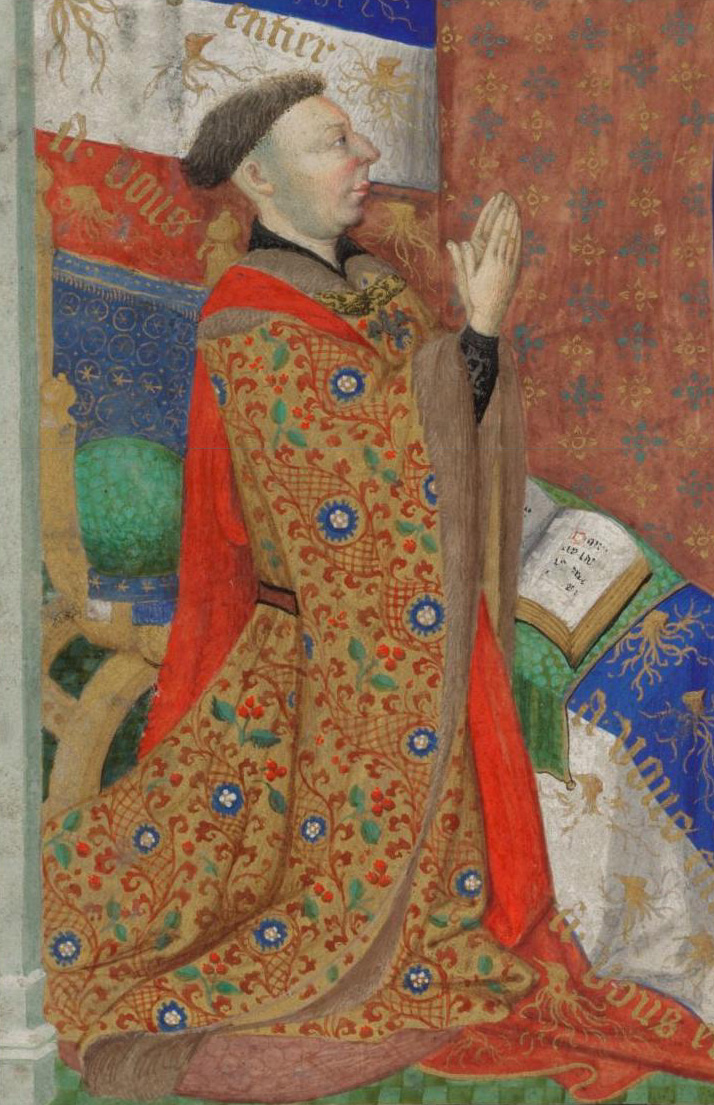
John de Lancaster, primul duce de Bedford, fondatorul universității

Instituția a fost fondată în anul 1432 de către John de Lancaster, primul duce de Bedford, primul rector fiind Michael Tregury din Cornwall, ulterior arhiepiscop de Dublin. Era formată inițial dintr-o facultate de drept canonic și o facultate de drept. În 1438 avea deja cinci facultăți. Înființarea universității a fost confirmată de către regele Franței Carol al VII-lea Victoriosul în 1452.
Pe 7 iulie 1944 clădirea universității a fost complet distrusă de bombardamentele aeriene organizate în cadrul Operațiunii Charnwood, parte componentă a Bătăliei de la Caen. Între 1944 și 1954 universitatea a funcționat în clădirile colegiului de pregătire a profesorilor regionali. Un nou campus a fost proiectat de către Henry Bernard și construit între 1948 și 1957. Noua clădire a universității a fost inaugurată pe 1 și 2 iunie 1957. Logo-ul său, mitica pasăre Phoenix, simbolizează această renaștere.

## Absolvenți notabili

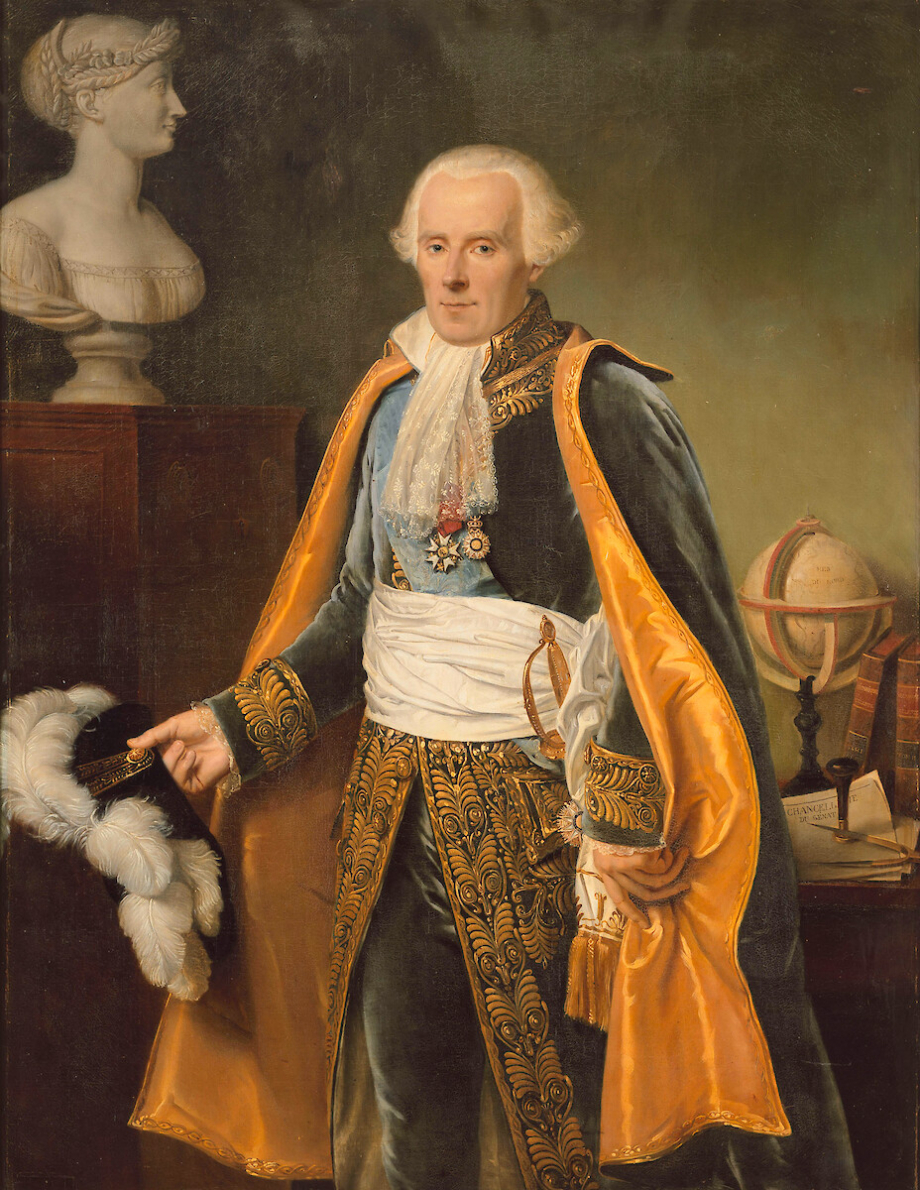
Pierre-Simon de Laplace
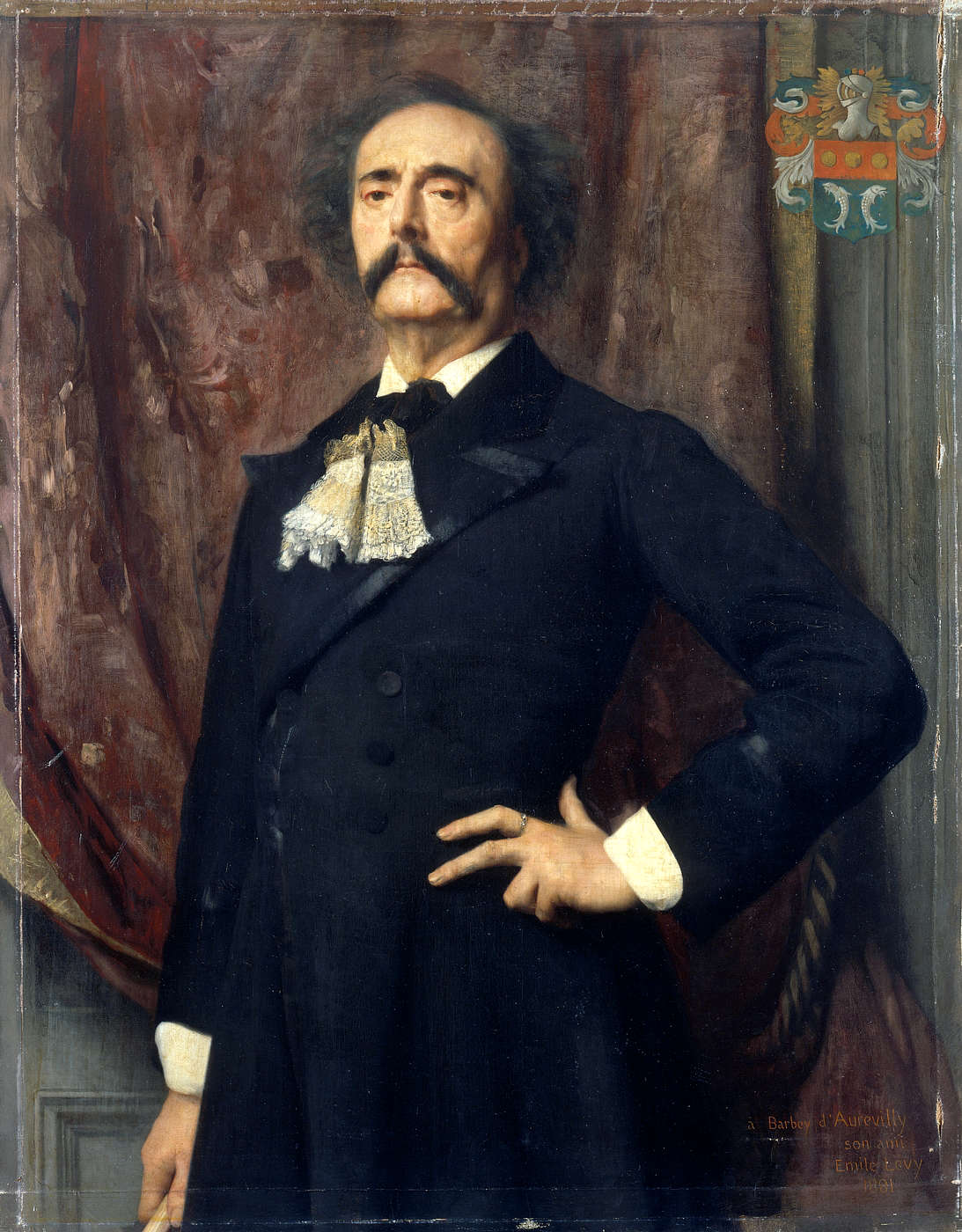
Jules Barbey d'Aurevilly
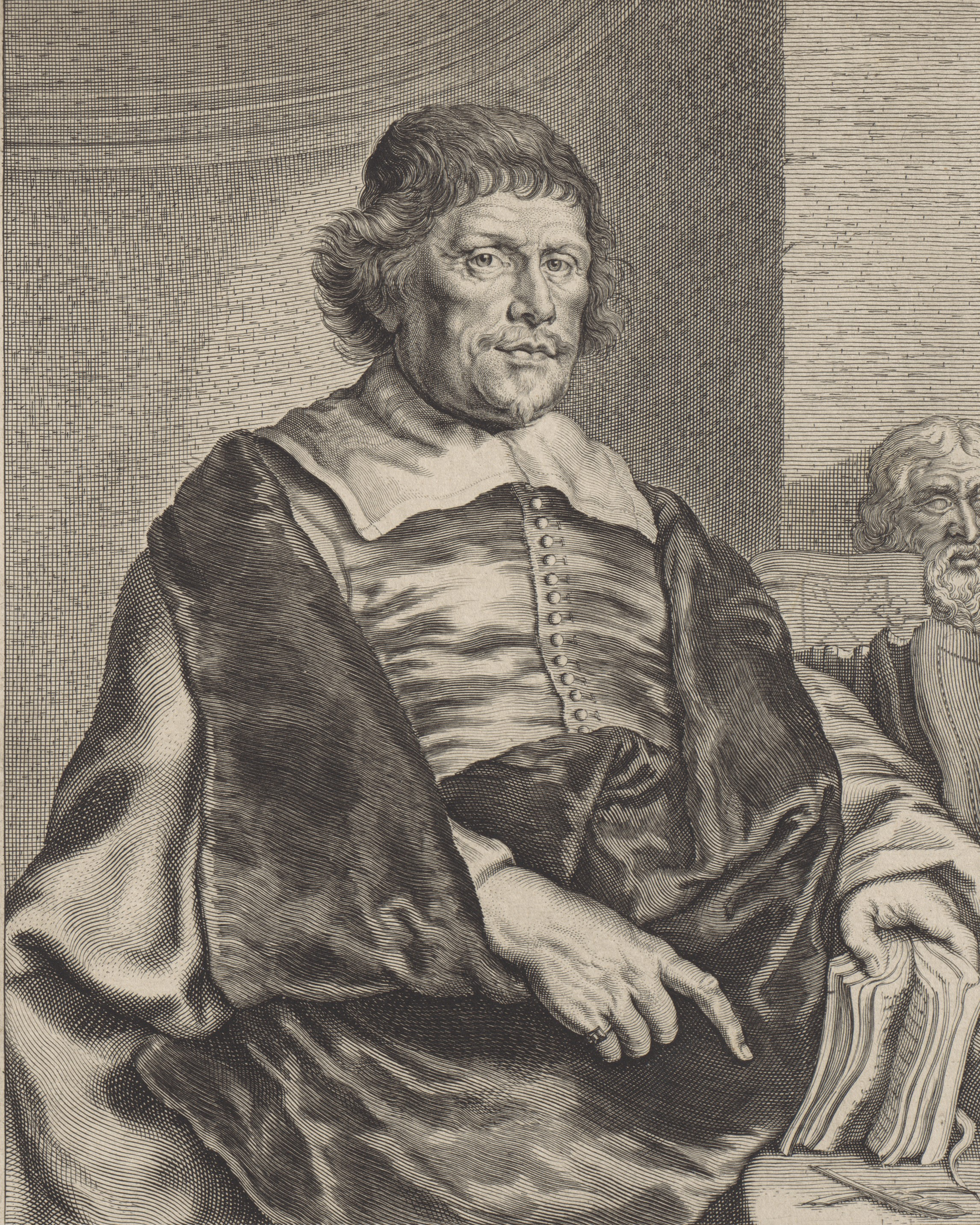
Caspar Barlaeus
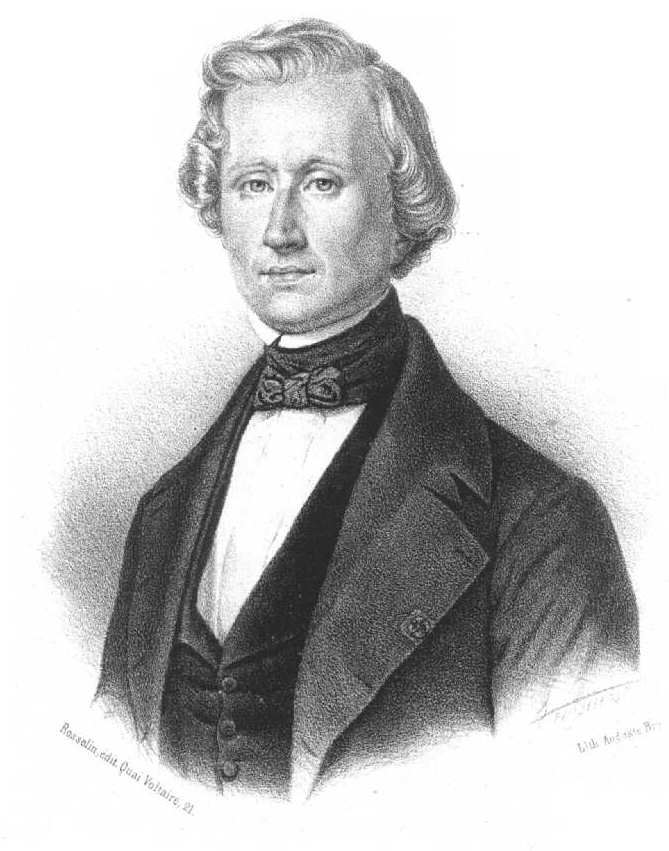
Urbain Le Verrier
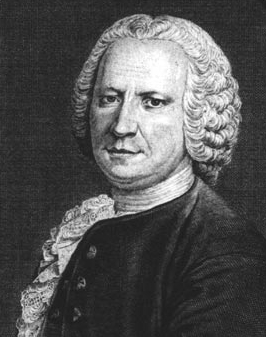
Guillaume-François Rouelle
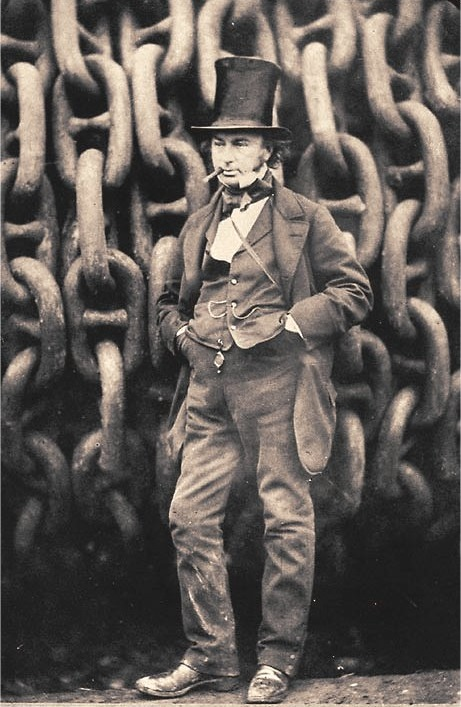
Isambard Kingdom Brunel
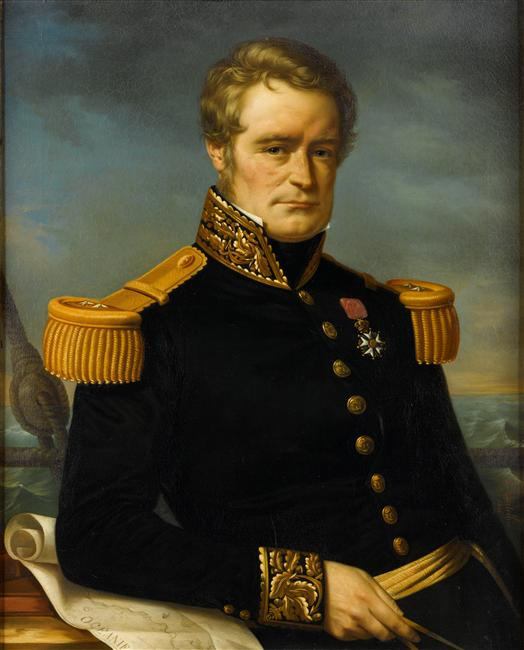
Jules Dumont d'Urville
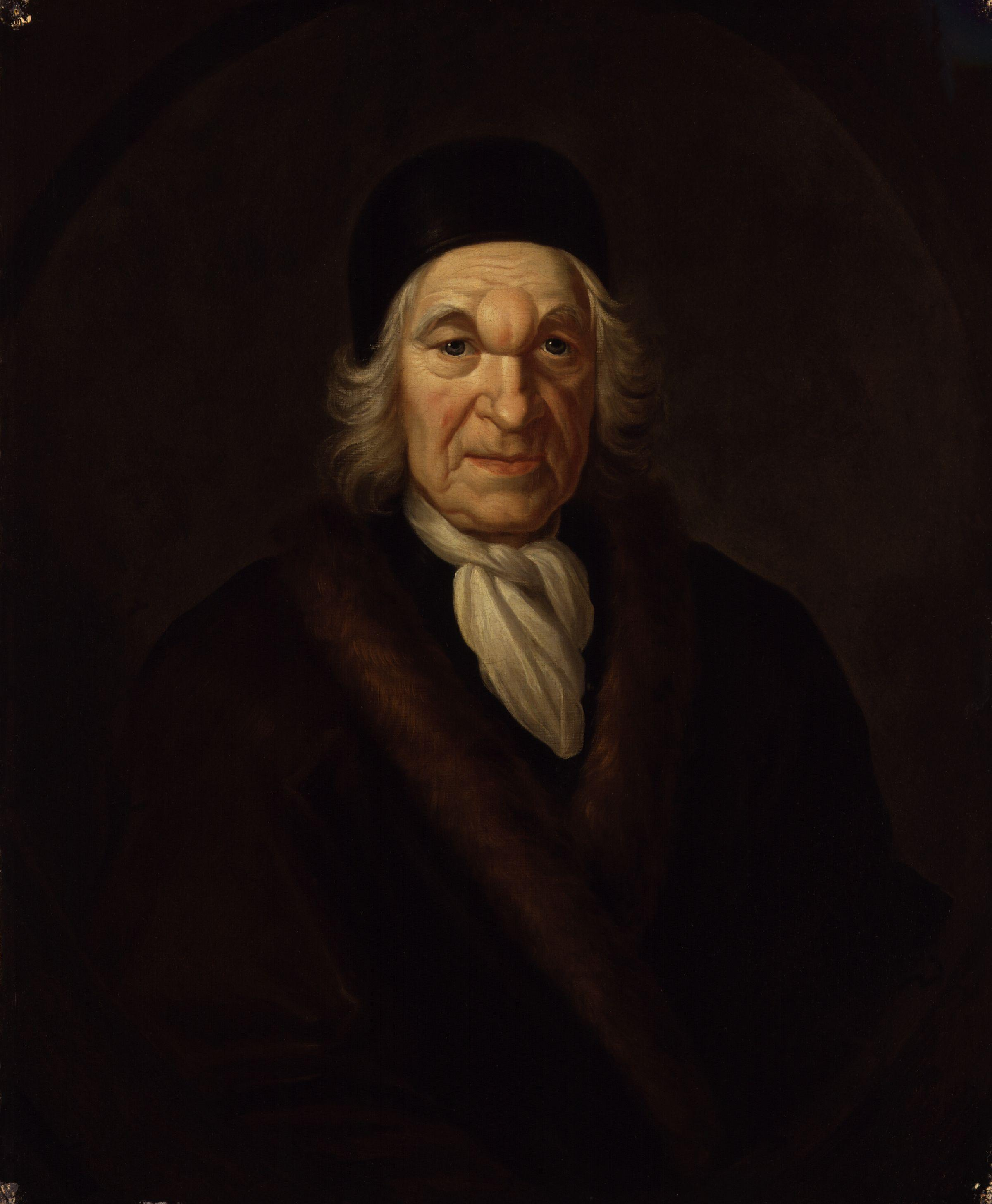
Charles de Saint-Évremond
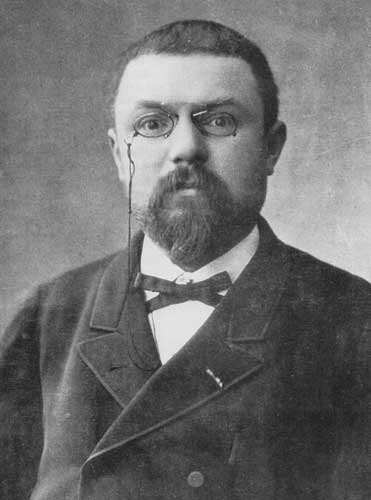
Henri Poincaré

## Diverse
- Matematicianul Pierre Varignon, ale cărui lucrări îl vor influența pe tânărul Leonhard Euler, a urmat studii de masterat la  Caen în 1682.
- Pierre-Simon Laplace (1749-1827) a studiat matematica la Caen cu profesorii Christophe Gadbled și Pierre Le Canu.
- Henri Poincaré (1854-1912) a predat acolo între 1879 și 1881.
- Dan Slușanschi (1943-2008) a primit titlul de doctor honoris causa din partea Universității din Caen în anul 2003 .
- Universitatea conține o reconstituire virtuală a Romei Antice.[17]
- Cei care intenționează să devină avocați în Guernsey (sau, până de curând, în Jersey) trebuiau să urmeze un stagiu de trei luni de studii de drept normand la Universitatea Caen (Certificat d'Études Juridiques Françaises et Normandes) înainte de a putea susține examenul de intrare în barourile din Guernsey sau respectiv Jersey.
- Carré international este situat aici. El este un centru pentru studenții din întreaga lume care doresc să se înscrie la o universitate din Franța. Aici pot aplica studenți de la nivelul A1 (fără experiență franceză) până la nivelul C2 (având franceza ca limba maternă).